# Trzy Dzieła
Trzy Dzieła lub Trzy Rozdziały (gr. Tría Kephálaia) – prace trzech teologów ze szkoły antiocheńskiej: Teodora z Mopsuestii, Teodoreta z Cyru i Ibasa z Edessy. Na temat ich doktrynalnej prawowierności toczył się jeden z największych sporów dogmatycznych VI wieku. Autorzy ci uważani byli za protoplastów nestorianizmu przez aleksandryjską tradycję interpretacji jedności dwóch natur w Chrystusie, wyrosłą z pism Cyryla Aleksandryjskiego oraz przez, powstały z niej, heterodoksyjny nurt monofizytów. Spór ten bezpośrednio wywołany został przez cesarza Justyniana, który, chcąc pozyskać poparcie monofizytów, wydał około roku 544 dekret potępiający wymienionych teologów i ich dzieła jako niezgodne z nauką Kościoła. Przeciw temu dekretowi wystąpili biskupi Zachodu, zyskując poparcie papieża Wigiliusza. Ostatecznie jednak, pod presją cesarza, papież ten podpisał akta Soboru konstantynopolitańskiego II, na którym dokonano potępienia Trzech Dzieł, jako zawierających błędne ujęcia. Stanowisko tego Soboru potwierdził papież Grzegorz Wielki, broniąc ujęcia unii hipostatycznej w Chrystusie nauczanego przez szkołę Cyryla Aleksandryjskiego.